# Государственный строй Республики Абхазия
Абхазия — частично признанное государство в западной части Южного Кавказа, на северо-восточном побережье Чёрного моря.
Республика Абхазия согласно своей конституции является суверенным, демократическим, правовым государством, народовластие является основой государственной власти.
Законодательная власть в Абхазии представлена Народным Собранием — Парламентом, состоящим из 35 депутатов, избираемых на 5 лет с помощью равного, всеобщего и прямого избирательного права, посредством тайного голосования.
Исполнительная власть в Абхазии представлена Президентом Республики Абхазия, который является главой государства. Заместителем президента является вице-президент. Осуществлением исполнительной власти также занят Кабинет министров, который формируется Президентом Республики Абхазия является для него подотчётным органом.
Судебная власть представлена системой судов во главе с Верховным судом. Надзор за деятельностью судов осуществляет Генеральный прокурор Республики Абхазия и подчинённые прокуроры на местах.